# Mas del Camperol
El Mas del Camperol és una construcció del municipi del Molar (Priorat) inclosa en l'Inventari del Patrimoni Arquitectònic de Catalunya.

## Descripció
Construcció atípica, de planta rectangular, amb planta baixa i un pis. Disposa d'un pati interior, rectangular i porxat, de reminiscències colonials. És cobert per teulada a quatre vessants que aboquen a l'esmentat pati. La construcció és subjectada per tirants de ferro que travessen l'interior de l'edifici i que es resolen amb àmplies plaques ovalades a l'exterior. La façana principal té una porta i tres balcons, la posterior una finestra i tres balcons i a les laterals s'hi obren quatre finestres. És interessant el pati central, amb arcs de mig punt, cegats la majoria, i en quatre tramades.

## Història
La història de la casa, transmesa de forma oral, explica que la masia fou bastida per un ric hisendat que havia fet fortuna a Mèxic, raó per la qual plasmà a la construcció records i esquemes constructius propis d'aquell país, tal com el pati porxat interior. La masia i les propietats foren objecte de successives transmissions, entre les que cal esmentar una petita empresa dedicada a la comercialització de vins a Barcelona. A mesura que els rendiments agrícoles anaren disminuint, la propietat fou venuda de nou.